# 初めの一歩
『初めの一歩』（はじめのいっぽ）は、ラックライフのメジャー2作目のシングル。2016年7月27日にLantisから発売された。

## 概要
前作「名前を呼ぶよ」から約2ヶ月後にリリース。
表題曲「初めの一歩」は、テレビアニメ『チア男子!!』オープニングテーマ。

第1話ではエンディングで使用された。

当初はミドル・テンポを目指していたが、作品とのフィット感をなかなか得られなかったとインタビューで語っている。

## 収録曲
（全作詞・作曲：PON） 
1. 初めの一歩
編曲：ラックライフ、TAKAROT
テレビアニメ『チア男子!!』オープニングテーマ
2. 夜の海
編曲：ラックライフ
3. ソライロ
編曲：ラックライフ
キーボードアレンジ：白井アキト